# تايباي (أليكانتي)
بلدية تايباي (بالإسبانية: Tibi)‏, هي بلدية تقع في مقاطعة اليكانتي. جنوب شرق إسبانيا. يبلغ عدد سكانها 1.572 نسمة.